# Aclastus borealis
Aclastus borealis är en stekelart som först beskrevs av Karl Henrik Boheman 1866.  Aclastus borealis ingår i släktet Aclastus och familjen brokparasitsteklar. Arten är reproducerande i Sverige. Inga underarter finns listade i Catalogue of Life.